# Federico Madariaga

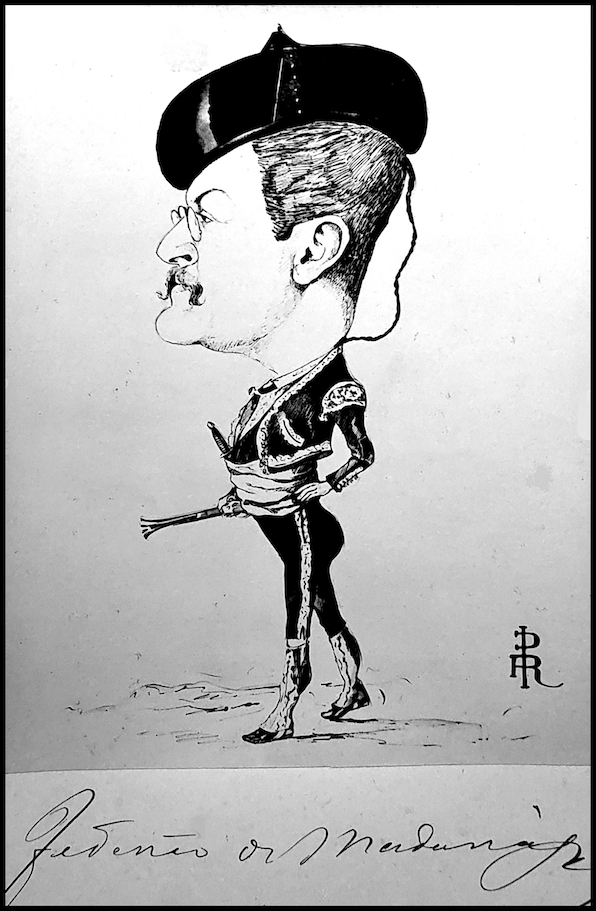
Caricatura de Federico de Madariaga que forma parte del libro Gabinete Azul (1885).

Federico de Madariaga y Suárez (San Fernando, 21 de marzo de 1849- Madrid, 11 de agosto de 1927)fue un militar y escritor español. General de división. Como teniente de Infantería combatió en la campaña del norte en la Tercera Guerra Carlista (batalla de Elgueta), prestando con posterioridad sus servicios en las Antillas.
En 1901 era general de brigada y en 1913, general de división, ocupando destinos en el Consejo Supremo de Guerra y Marina y en los gabinetes militares de los generales Azcárraga, López Domínguez y duque de la Torre. 
Fue miembro del Ateneo Científico, Literario y Artístico de Valencia.

## Obras
Como escritor cultivó principalmente el género castrense, si bien hay algunas obras que destacan literariamente en mayor grado:
- La Infantería montada.
- Expediciones a Cuba.
- Los militares en el Departamento.
- Escenas de cuartel.
- En el cuarto de banderas.
- Por mar y por tierra.
- Casinos militares.
- El alma nacional.